# Jean-Louis Ducarme
Jean-Louis Ducarme est un ingénieur du son français. 

## Filmographie partielle
- 1968 : La Prisonnière d'Henri-Georges Clouzot
- 1969 : La Vie, l'Amour, la Mort de Claude Lelouch
- 1969 : L'Escalier (The Staircase) de Stanley Donen
- 1970 : Le Voyou de Claude Lelouch
- 1970 : Le Distrait de Pierre Richard
- 1972 : Hellé de Roger Vadim
- 1972 : Absences répétées de Guy Gilles
- 1973 : Au rendez-vous de la mort joyeuse de Juan Luis Buñuel
- 1973 : Don Juan 73 de Roger Vadim
- 1973 : L'Emmerdeur d'Édouard Molinaro
- 1973 : L'Exorciste de William Friedkin (séquence en Irak)
- 1974 : Toute une vie de Claude Lelouch
- 1974 : Mariage de Claude Lelouch
- 1975 : Le Chat et la souris, de Claude Lelouch
- 1976 : Le Plein de super d'Alain Cavalier
- 1977 : le Convoi de la peur de William Friedkin
- 1978 : Les bidasses au pensionnat de Michel Vocoret
- 1978 : Embraye bidasse, ça fume de Max Pécas
- 1979 : Don Giovanni de Joseph Losey
- 1984 : Canicule d'Yves Boisset
- 1985 : Police fédérale Los Angeles de William Friedkin
- 1988 : Les Prédateurs de la nuit de Jess Franco
- 1992 : Orlando de Sally Potter
- 1992 : Comme un bateau, la mer en moins (TV) de Dominique Ladoge

## Distinctions
- 1975 : British Academy Film Award du meilleur son (nomination pour L'Exorciste)
- 1978 : Oscar du meilleur mixage de son (nomination pour Le Convoi de la peur)